# Волновая пластина

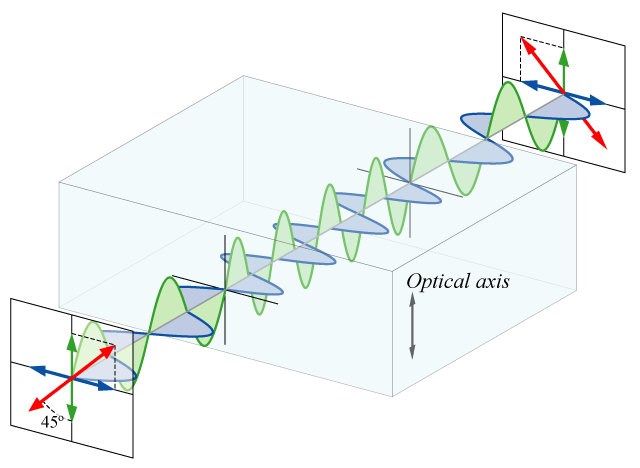
Электрическое поле параллельно оптической оси
Электрическое поле перпендикулярно оптической оси
Сумма полей Линейно поляризованный свет, попадающий на полуволновую пластинку, можно разделить на две волны, параллельные и перпендикулярные оптической оси волновой пластинки. В пластине параллельная волна распространяется немного медленнее, чем перпендикулярная. На дальней стороне пластины параллельная волна задерживается ровно на половину длины волны по сравнению с перпендикулярной волной, и результирующая комбинация является зеркальным отражением состояния входной поляризации (относительно оптической оси).

Волновая пластина (волновая пластинка, фазовая пластинка) — оптический элемент, изменяющий поляризацию электромагнитной волны. На практике часто пользуются полуволновой пластинкой, изменяющей ориентацию линейной поляризации и четвертьволновой пластинкой, которая изменяет линейную поляризацию на круговую или наоборот.
Волновые пластинки изготавливаются из кристаллических материалов с двойным лучепреломлением, такими как кварц, слюда, в которых скорость распространения электромагнитной волны зависит от поляризации и направления относительно кристаллографических осей. Поведение волновой пластинки (например, является ли она полуволновой или четвертьволновой) зависит от толщины кристалла, длины волны и изменения показателя преломления. Подбирая нужное соотношение между этими параметрами, можно контролировать фазовый сдвиг между двумя поляризациями волны и, как следствие, изменять поляризацию луча света на выходе.

## Принцип действия

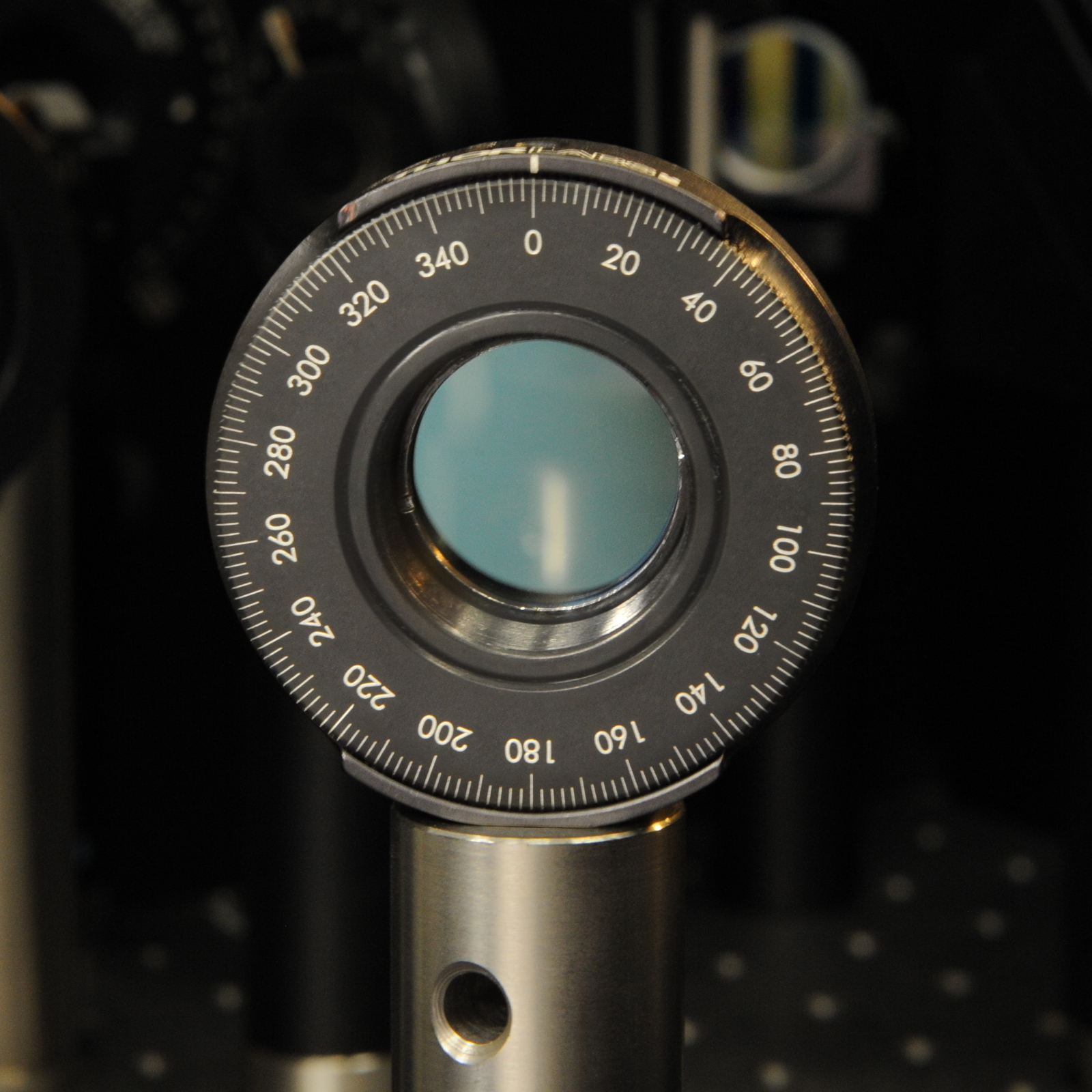
Волновая пластинка в держателе

Волновая пластинка работает, по принципу изменения разности фаз между перпендикулярными поляризациями световой волны в прозрачной среде. Обычно это просто кристалл с двулучепреломлением тщательно подобранной ориентации и толщины. Из одноосного кристалла вырезают пластину, ориентированную так, чтобы его оптическая ось была параллельной поверхности. Как следствие в плоскости разреза образуются две оси: обычная ось с показателем преломления no и необычная ось с показателем преломления ne. Обычная ось перпендикулярна оптической оси, а необычная — параллельна. При нормальном падении света на пластинку, когда его компонента, поляризованная вдоль обычной оси, распространяется в кристалле со скоростью vo = c/no, а компонента, поляризованная вдоль необычной оси, имеет скорость распространения ve = c/ne. На выходе из кристалла возникает разность фаз между этими компонентами. Когда ne < no, как в кальците, необычную ось называют быстрой, а обычную — медленной. Для ne > no ситуация обратная.
В зависимости от толщины кристалла свет с поляризационными компонентами вдоль разных осей выйдет из него в разных состояниях. Волновую пластинку характеризуют разностью фаз Γ между двумя компонентами, определяемой параметром Δn двойного лучепреломления и толщиной кристалла L по формуле
{\displaystyle \Gamma ={\frac {2\pi \,\Delta n\,L}{\lambda _{0}}}\,,}
где λ 0 — длина волны света в вакууме.
Волновые пластинки, как и поляризаторы, можно описать с помощью формализма Джонса, использующих представление поляризованного состояния света в виде матриц.
Хотя характеристика двулучепреломления Δn несколько изменяется из-за дисперсии, эти изменения малы по сравнению с изменением разности фаз в зависимости от длины волны (фигурирующей в знаменателе формулы). Поэтому волновые пластинки производят так, чтобы они работали в определённом диапазоне длин волн. Вариацию фазы можно минимизировать, поставив две волновые пластинки с незначительной разницей в толщине одна за другой так, чтобы медленная ось одной совпадала с быстрой осью другой. В такой конфигурации относительное изменение фазы равно, например для четвертьволновой пластинки, четверть длины волны, а не трём четвертям или длине волны плюс четверть. Это называют волновой пластинкой нулевого порядка.
Для одной волновой пластинки изменение длины волны приводит к линейной погрешности в фазе. Поскольку наклон пластики вносит погрешность 1/cos θ в длину пути, что соответствует квадратичной погрешности в разности фаз. Для необычной поляризации благодаря наклону показатель преломления изменяется, пропорционально множителю cos θ, поэтому в сумме с изменением пути сдвиг фазы необычной волны равен нулю.
Необходимую толщину пластики, которая зависит от материала, можно оценить, зная разность показателей преломления обычной и необычной волны. Показатель преломления кальцита изменяется в первом знаке после запятой, поэтому пластинка из кальцита должна быть примерно в десять раз толще, чем длина волны. Показатель преломления кварца и фторида магния изменяется во втором знаке после запятой, поэтому для волновых пластинок из этих материалов характерные большие размеры.

## Типы волновых пластинок

### Полуволновая пластинка

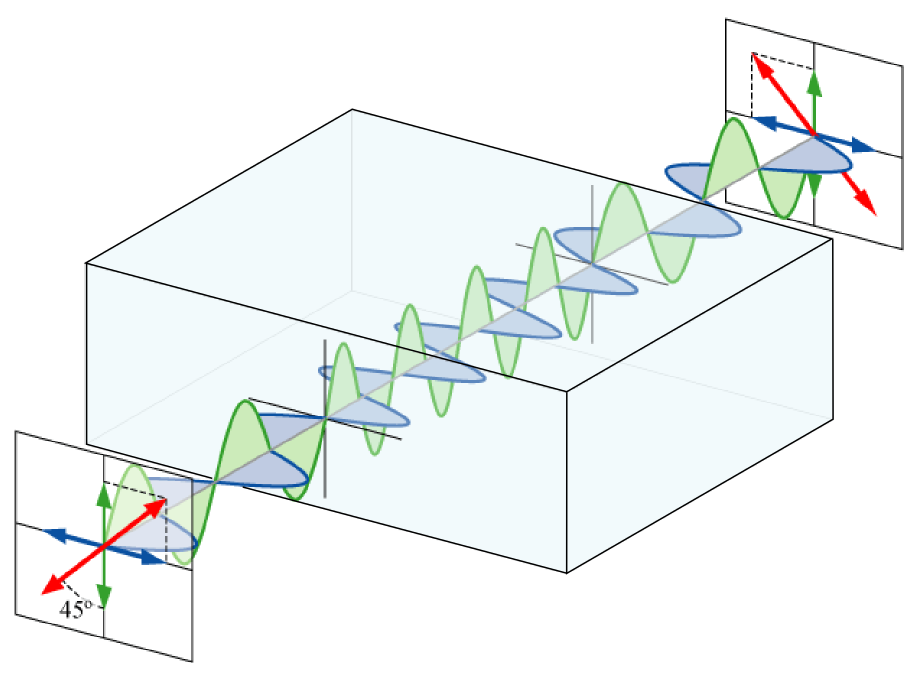
Прохождение волны через полуволновую пластинку.

Для полуволновой пластинки соотношение между L, n и λ0 выбирается так, чтобы разница фаз между по-разному поляризованными компонентами волны равнялась Γ = π. Пусть на вход пластинки поступает волна с поляризацией {\displaystyle \mathbf {\hat {p}} } . Далее θ обозначает угол между {\displaystyle \mathbf {\hat {p}} } и {\displaystyle \mathbf {\hat {f}} }, где {\displaystyle \mathbf {\hat {f}} } — вектор, направленный вдоль быстрой оси, а z обозначает направление распространения волны. Электрическое поле волны на входе задаётся формулой
{\displaystyle \mathbf {E} \,\mathrm {e} ^{i(kz-\omega t)}=E\,\mathbf {\hat {p}} \,\mathrm {e} ^{i(kz-\omega t)}=E(\cos \theta \,\mathbf {\hat {f}} +\sin \theta \,\mathbf {\hat {s}} )\mathrm {e} ^{i(kz-\omega t)}\,,}
где {\displaystyle \mathbf {\hat {s}} } — направление вдоль медленной оси. Полуволновая пластинка вносит смещение фазы eiΓ = eiπ = −1 между f и s компонентами волны, так что на выходе из кристалла волна описывается формулой
{\displaystyle E(\cos \theta \,\mathbf {\hat {f}} -\sin \theta \,\mathbf {\hat {s}} )\mathrm {e} ^{i(kz-\omega t)}=E[\cos(-\theta )\mathbf {\hat {f}} +\sin(-\theta )\mathbf {\hat {s}} ]\mathrm {e} ^{i(kz-\omega t)}\,.}
Если {\displaystyle \mathbf {\hat {p}} '} обозначает вектор поляризации волны на выходе из пластинки, то это выражение показывает, что угол между {\displaystyle \mathbf {\hat {p}} '} и {\displaystyle \mathbf {\hat {f}} } равен −θ. Очевидно, что полуволновая пластинка по существу создаёт зеркальное отображение вектора поляризации относительно плоскости, образованной векторами {\displaystyle \mathbf {\hat {f}} } и {\displaystyle \mathbf {\hat {z}} }. Для линейно поляризованной волны это эквивалентно повороту вектора поляризации на угол 2θ, но для эллиптически поляризованного света полуволновая пластинка изменяет направление вращения поляризации вектора.

### Четвертьволновая пластинка

Две волны, отличающиеся смещением фазы на четверть.

Образование волны с круговой поляризацией с помощью четвертьволновой пластинки и поляризационного фильтра

Для четвертьволновой пластинки L, n и λ0 подбираются так, что разница фаз между разнополяризованными компонентами волны равна Γ = π/2. Пусть на кристалл падает линейно поляризованная волна, которую можно записать в виде
{\displaystyle (E_{f}\mathbf {\hat {f}} +E_{s}\mathbf {\hat {s}} )\mathrm {e} ^{i(kz-\omega t)}\,,}
где оси f и s являются соответственно быстрой и медленной осями пластинки, а волна распространяется вдоль оси z. Ef и Es — вещественны. Четвертьволновая пластинка приводит к фазовому множителю eiΓ = eiπ/2 = i между f и s компонентами волны, так что на выходе из кристалла волна имеет вид
{\displaystyle (E_{f}\mathbf {\hat {f}} +iE_{s}\mathbf {\hat {s}} )\mathrm {e} ^{i(kz-\omega t)}\,.}
Это отвечает эллиптически поляризованой волне.
Если вектор поляризации волны, падающей на кристалл, выбран так, что образует угол 45° с быстрой и медленной осями пластинки, то Ef = Es ≡ E, и исходная волна имеет вид
{\displaystyle E(\mathbf {\hat {f}} +i\mathbf {\hat {s}} )\mathrm {e} ^{i(kz-\omega t)}\,,}
то есть соответствует круговой поляризации.
Если выбрать ось поляризации волны, падающей на кристалл так, чтобы она образовывала угол 0° с быстрой или медленной осью пластинки, то поляризация не изменится, то есть останется линейной. Если угол будет между 0° и 45°, то на выходе из пластинки волна будет поляризована эллиптически.

### Чувствительная к цвету полноволновая пластинка
Полноволновая пластинка приводит к сдвигу фазы между двумя поляризациями ровно на одну длину волны, но для света определённой частоты. В оптической минералогии используются пластинки, сделанные для зелёного света (длина волны = 540 нм). Тогда линейно поляризованный белый свет после прохождения через пластинку становится эллиптически поляризованным, кроме составляющей с длиной волны 540 нм, что останется линейно поляризованной. Если пропустить свет через линейный поляризатор, перпендикулярный поляризации пучка, этот зелёный свет полностью исчезнет, останется только свет других цветов. Такой свет иногда называют чувствительным оттенком (sensitive tint). Такие пластинки используются в минералогии для идентификации минералов в шлифе.

## Использование волновых пластинок в минералогии и оптической петрологии
Чувствительные к цвету полуволновые и четвертьволновые пластинки широко используются в оптической минералогии. Оснащение петрографических микроскопов волновыми пластинами и поляризаторами упрощает идентификацию минералов в шлифах, в частности, позволяя сделать выводы о форме и ориентации оптических индикатрис в видимой области кристалла.
На практике пластинки вставляют между перпендикулярными поляризаторами под углом 45 градусов. Это позволяет провести под микроскопом два разных измерения. Пластинки позволяют различить ориентацию оптических индекатрис относительно удлинения кристаллов, определить медленный минерал вдоль или быстрый. Это определяется увеличением или уменьшением окраски при добавлении пластинки. Более сложное измерение позволяет использовать окраску в методе коноскопической интерференционной картины для измерения оптических углов минералов. Оптический угол (его часто обозначают «2V») может служить для диагностики типа материала, а в редких случаях дать информацию об изменении химического состава в образцах минералов одного типа.